# 道の駅パスカル清見

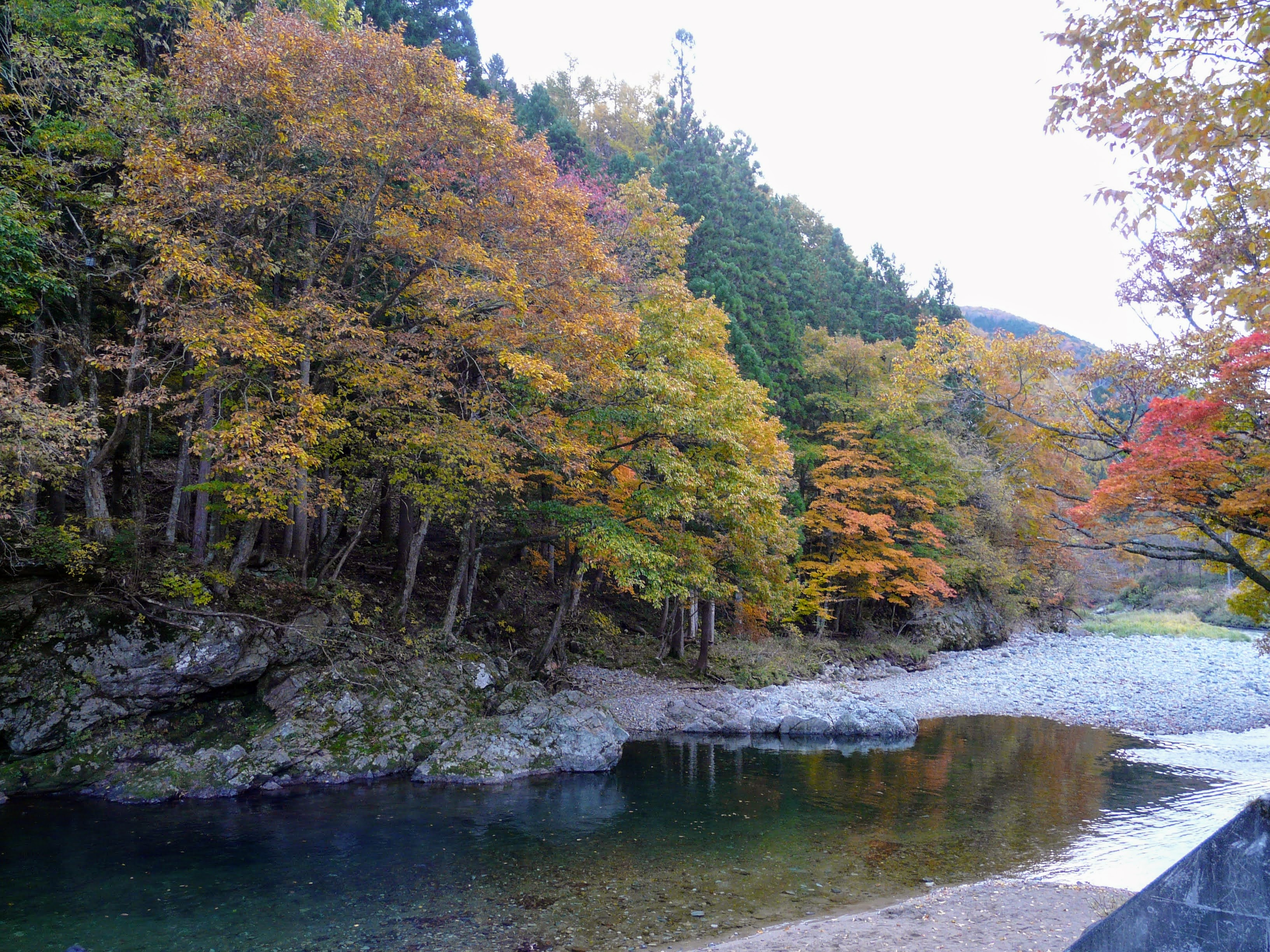
敷地裏の馬瀬川の紅葉

道の駅パスカル清見（みちのえき パスカルきよみ）は、岐阜県高山市清見町大原にある道の駅である。
国道257号を登録路線としているが、路線経路変更により、現在は国道472号上に立地している（後述）。

## 概要
1991年（平成3年）に開業。1993年（平成5年）、道の駅制度の創設に伴い、岐阜県では当駅や創設前の社会実験に参加した花街道付知（旧恵那郡付知町、現在の中津川市）など5か所が第1号として登録された。
駅名の「パスカル」とは、「パストラル」（牧歌的）と「カルチャー」（文化）を組み合わせた造語である。

## 施設
- 駐車場
  - 普通車：120台[4]
  - 大型車：20台[4]
  - 身障者用：2台[4]
- トイレ
  - 男：大 5器（2器）、小 12器（5器）
  - 女：10器（2器）
  - 身障者用：2器（1器）

※（）内は24時間使用可能
- 売店（9:00 - 17:00[4]、12月から3月は10:00 - 16:00）
- レストラン[4]
- 芝生広場[6]

### 管理団体
- 設置者：高山市
- 指定管理者：株式会社ふるさと清見21（道の駅付帯施設のみ）[7]

## 休館日
- 売店：無休（年末年始を除く）[4]
- レストラン：毎週水曜日[4]（冬季は火曜日・木曜日も休業）

## アクセス
- 国道472号（飛騨せせらぎ街道）[8][9]
  - 国道257号（登録路線）[2][4] - 開設時、当駅を含む区間は国道257号・472号の重複区間であったが、国道257号の新道への経路変更により、国道472号のみの単独区間となった。

## 周辺
- パスカル清見オートキャンプ場
- おっぱら自然体験センター